# Hendrik Weihs
Hendrik Weihs (* 1962 oder 1963, Aichtal) ist ein deutscher Raumfahrtforscher.

## Ausbildung
Weihs ist Diplomingenieur.

## Arbeitsschwerpunkt
Er ist Koordinator für Rückkehrtechnologien des Deutschen Zentrums für Luft- und Raumfahrt (DLR) und leitet dessen Forschungsprogramm SHEFEX, das auf einer Grundidee von ihm beruht. Die Neuentwicklungen wären auch für den Bau von großen Raumfähren und Hyperschallflugzeugen interessant.
Grundlegend neue Idee, den für den Eintritt von Raumschiffen aus dem All in die Atmosphäre nötigen Hitzeschild durch günstiger herzustellende und zu montierende flache Hitzeschutzelemente zu konstruieren. In der Vergangenheit wurden Raumkapseln mit gerundeten Hitzschildern konstruiert. Die Verbindung der flachen Hitzeschutzkacheln zu einem für den Hyperschallflug in der Luftschicht geeigneten Körper mit einer guten aerodynamischen Form führt zwangsläufig zu scharfen Kanten bei der Konstruktion.
Hendrik Weihs erklärte dazu: „Die Idee für das Projekt kam mir in einem Münchner Biergarten, als ich mit einem befreundeten Aerodynamiker zusammensaß. Strömungstechnisch gesehen wissen wir schon lange, dass scharfe Kanten besser sind als abgerundete Formen, die außerdem enorm hohe Ansprüche an die Fertigung stellen. Das Problem scharfer Kanten war nur, dass man lange Zeit dachte, die dort auftretenden hohen Temperaturen nicht beherrschen zu können. Mit dem SHEFEX-Projekt haben wir diese Herausforderung angenommen und mittels einer elaborierten Kühltechnik das Gegenteil bewiesen.“

## Projektleitung von SHEFEX
Als Projektleiter von SHEFEX führt Weihs, der am Institut für Bauweisen- und Konstruktionsforschung auf dem Stuttgarter Campus des DLR gehört, die Arbeit von sieben DLR-Instituten und -Einrichtungen zusammen.

## Lehre
Weihs bietet am Institut für Flugzeugbau der Universität Stuttgart Lehrveranstaltungen Konstruieren mit Keramik I und II an.

## Ehrungen
Das Land Baden-Württemberg zeichnete im Rahmen der Feier seines 60-jährigen Landesjubiläums in Zusammenarbeit mit der Rundfunkanstalt Südwestrundfunk Hendrik Weihs für die Idee zu dem und die Arbeit an dem Projekt SHEFEX mit dem Titel „Übermorgenmacher“ aus.